# Tukhard
Tukhard (en rus: Тухард) és un poble (un possiólok) del krai de Krasnoiarsk, a Rússia, que en el cens del 2010 tenia 814 habitants. Pertany al districte de Dudinka.